# Oskar Kallis
Oskar Kallis (23. listopadu 1892 Tallinn – 1. ledna 1918 Jalta) byl estonský výtvarník. Pracoval s pastelem, akvarelem i olejomalbou

## Život
Jeho učitelem byl Ants Laikmaa, navštěvoval také kurzy Estonské umělecké společnosti. Pracoval jako kreslič ve firmě Ernsta Boustedta a pak na stavbě Námořního opevnění Petra Velikého. Jako karikaturista spolupracoval s tallinnským časopisem Tapper. Byl autorem plakátů pro Estonské národní muzeum a obálky k prvnímu vydání románu Eduarda Vildeho Mlékař z Mäeküly. Věnoval se také návrhářství nábytku, koberců a oděvů ve folklórním stylu. Intenzivně se zajímal o estonskou historii a archeologii.
Kallis byl představitelem národního romantismu a v jeho obrazech se spojila inspirace lidovou tvorbou se secesní zdobností. Jeho volnou tvorbu výrazně ovlivnili Akseli Gallen-Kallela a Nikolaj Konstantinovič Rerich. Vytvořil cyklus asi čtyřiceti ilustrací k národnímu eposu Kalevipoeg. Věnoval se také krajinomalbě a portrétu. Spolu s Välko Tuulem a Aleksanderem Mülberem založil umělecké sdružení Vikerla.
Trpěl tuberkulózou a boj s chorobou se odráží v symbolistickém ladění jeho pozdní tvorby. Díky sbírce svých příznivců se koncem roku 1917 odjel léčit na Krym, kde však záhy zemřel a je pohřben v Jaltě.
Andrus Kivirähk napsal o Kallisovi biografický román Sinine sarvedega loom (Zvíře s modrými rohy).

## Galerie

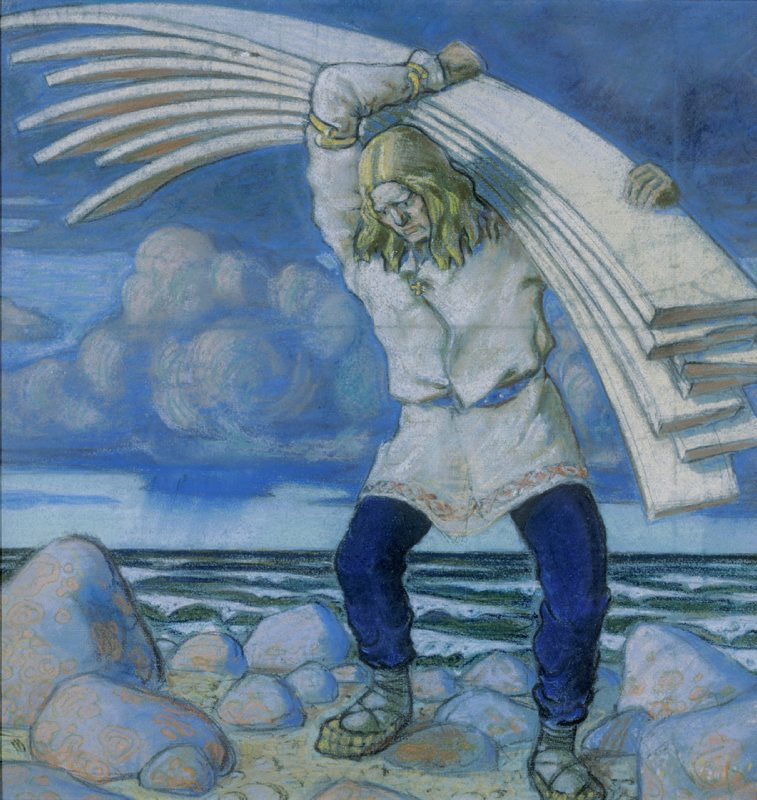
Kalevipoeg (1914)
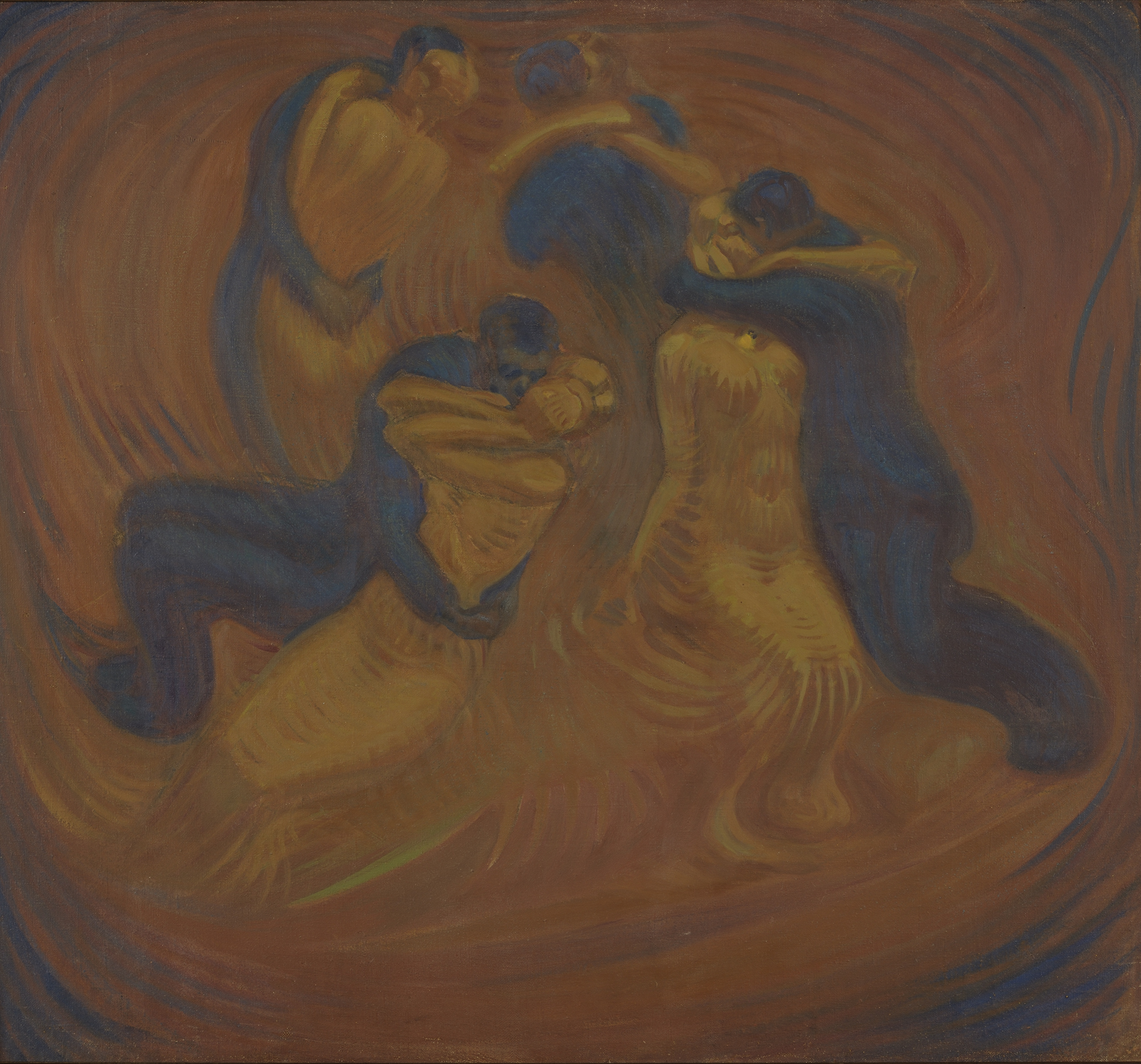
Tanec života (1916)
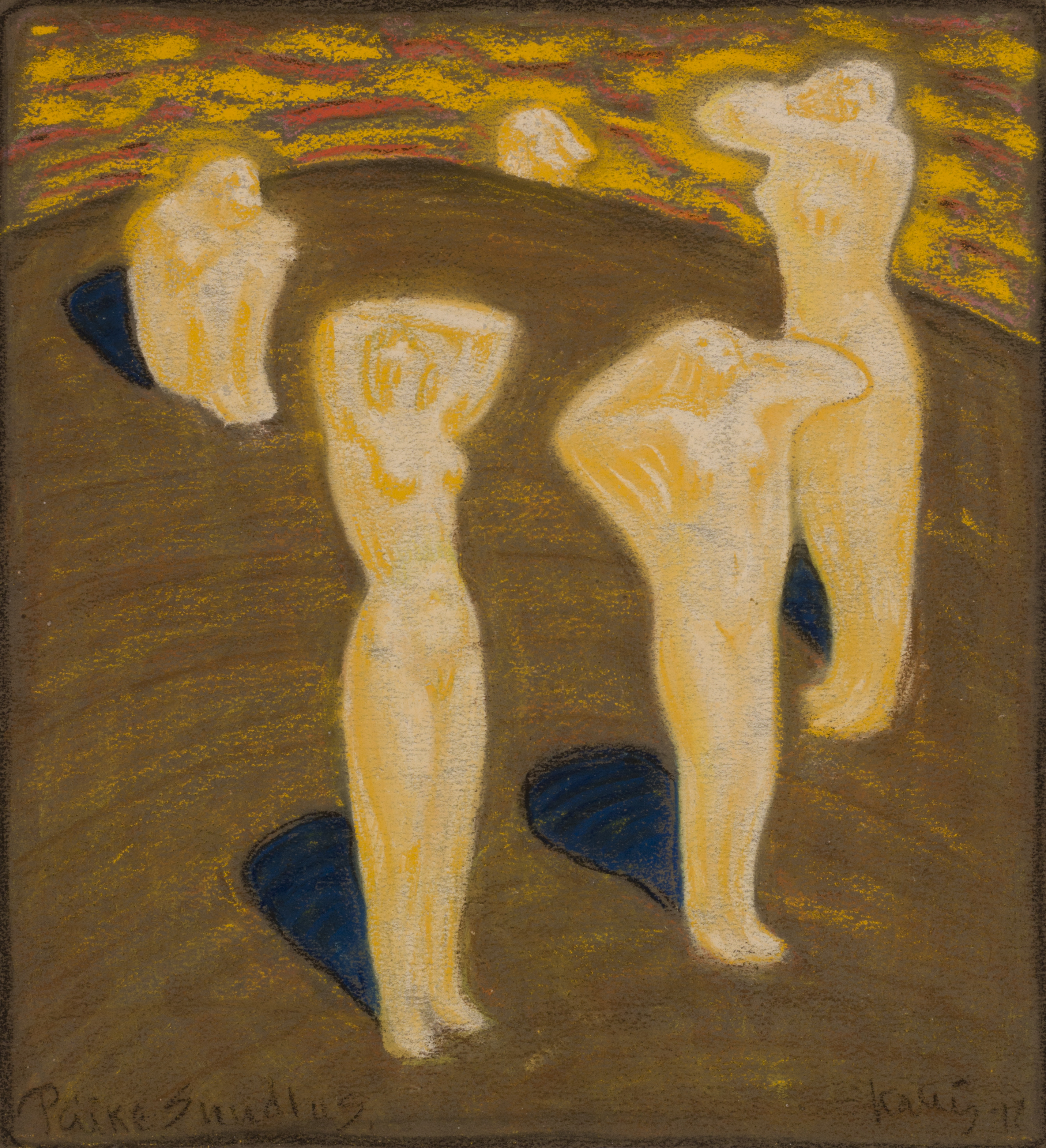
Polibek slunce (1917)